# Ruth E. Carter
Ruth E. Carter, född 10 april 1960 i Springfield, Massachusetts, är en amerikansk kostymör.
Carter har nominerats till fyra Oscarsstatyetter för Bästa kostym varav hon vunnit två: Black Panther (2018) och Black Panther: Wakanda Forever (2022). Hon blev därmed historisk som den första svarta kvinnan att vinna två Oscars.
Hon har arbetat tillsammans med regissören Spike Lee i flera av hans filmer.

## Filmografi i urval
- 1988 – School Daze
- 1989 – Do the Right Thing
- 1990 – Mo' Better Blues
- 1991 – Jungle Fever
- 1992 – Malcolm X
- 1993 – Tina – What's Love Got to Do with It
- 1997 – Amistad
- 2005 – Four Brothers
- 2013 – Oldboy
- 2013 – The Butler
- 2014 – Selma
- 2017 – Marshall
- 2018 – Black Panther
- 2019 – Dolemite Is My Name
- 2022 – Black Panther: Wakanda Forever